# Véronique
Véronique és una òpera en tres actes composta per André Messager sobre un llibret francès de Georges Duval i Albert Vanloo. S'estrenà al Théâtre des Bouffes-Parisiens de París el 10 de desembre de 1898.

## Representacions
A l'estrena els creadors foren Mariette Sully i Jean Perier.
És l'opereta més reeixida de Messager. Es va reposar freqüentment a França durant la primera meitat del segle xx. Reposicions al Théâtre des Folies-Dramatiques el 30 de gener de 1909, al Théâtre de la Gaîté-Lyrique l'1 de març de 1920, per la qual Messager va compondre un nou vals (amb Edmée Favart, Périer i Tarriol-Baugé), i al Théâtre Mogador el 17 d'abril de 1943 (amb Suzanne Baugé, Maurici Vidal i Hélene Lavoisier), en una gran producció que, segons Richard Traubner, "va dominar la seva fragilitat".
Després d'una excepcional interpretació a l'Opéra-Comique el 7 de febrer de 1925 amb Favart, Baugé i Tarriol-Baugé, dirigida per Albert Wolff, l'obra va tenir la seva primera producció moderna a l'Opéra-Comique el 1978-1879 (amb Danielle Chlostawa i François Le Roux) i 1980-81 (amb Marie-Christine Pontou i Gino Quilico).
L'òpera es va oferir a Viena i a Colònia (com a Brigitte) el 1900, després a Riga el 1901, Berlín 1902; Lisboa en 1901, Ginebra el 1902, Londres el 1903 i Milà en 1904 (en italià) i Bucarest en 1907. El 1903 Lady Gladys de Grey va portar un repartiment francès per oferir Véronique al Coronet, Notting Hill Gate.
La primera interpretació a l'Opéra-Comique fou el 7 de febrer de 1925, quan s'ajuntaren diversos artistes en una gala benèfica. Edmée Favart i André Baugé foren els prestigiosos successors Mariette Sully i Jean Perier. La creació real a l'Òpera-Comique va tenir lloc el 22 de desembre de 1978 amb Daniele Chlostawa i François Le Roux.
Avui en dia, Véronique ha desaparegut per complet de les escenes parisenques.